# Pininfarina
A Pininfarina S.p.A. (röviden Carrozzeria Pininfarina) egy olasz autótervező és karosszériaépítő cég, amelynek székhelye az olaszországi Cambianóban, Torinóban található. A vállalatot Battista "Pinin" Farina alapította 1930-ban. 2015. december 14-én az indiai Mahindra Group multinacionális óriásvállalat mintegy 168 millió euróért megvásárolta a Pininfarina S.p.A. 76,06%-át.
A Pininfarinát számos autógyártó alkalmazza járművek tervezésében. Ezek között a cégek között voltak olyan régóta működő ügyfelek, mint a Ferrari, az Alfa Romeo, a Peugeot, a Fiat, a GM, a Lancia és a Maserati, az ázsiai piac feltörekvő vállalatai, mint az AviChina, a Chery, a Changfeng, a Brilliance, a JAC és a VinFast Vietnámban, valamint a dél-koreai Daewoo és Hyundai gyártók.
Az 1980-as évek óta a Pininfarina nagysebességű vonatokat, buszokat, villamosokat, gördülőállományokat, automatizált könnyűvasúti kocsikat, személyszállító járműveket, jachtokat, repülőgépeket és magánrepülőgépeket is tervezett. A "Pininfarina Extra" 1986-os létrehozása óta ipari formatervezés, belsőépítészet, építészet és grafikai tervezés terén is tanácsadással foglalkozik. A Pininfarinát 2001-ig Battista fia, Sergio Pininfarina vezette, majd unokája, Andrea Pininfarina 2008-ban bekövetkezett haláláig. Andrea halála után öccse, Paolo Pininfarina lett a vezérigazgató 2024-ben bekövetkezett haláláig.
A Pininfarina csoport 2006-os csúcspontján 2768 alkalmazottat foglalkoztatott, leányvállalati irodákkal Európa-szerte, valamint Marokkóban és az Amerikai Egyesült Államokban. A sorozatgyártású gépjárművek gyártásának megszűnésével 2012-től a foglalkoztatottak száma 821-re csökkent. A Pininfarina a milánói tőzsdén, a Borsa Italianán bejegyzett és nyilvánosan jegyzett vállalat.